# The Price of Vanity (film 1914)
The Price of Vanity è un cortometraggio muto del 1914 diretto da Harry Lambert (Harry Lambart).

## Produzione
Il film fu prodotto dalla Vitagraph Company of America.

## Distribuzione
Distribuito dalla General Film Company, il film - un cortometraggio in due bobine - uscì nelle sale cinematografiche statunitensi il 17 marzo 1914.